# Gouden Schoen van de Eeuw
De Gouden Schoen van de Eeuw is een voetbaltrofee die in 1995 werd uitgereikt door de Koninklijke Belgische Voetbalbond (KBVB). De prijs werd uitgereikt ter ere van het 100-jarig bestaan van de KBVB. Paul Van Himst, die tijdens zijn voetbalcarrière ook vier keer de Gouden Schoen won, mocht de trofee in ontvangst nemen. Hij wordt beschouwd als de beste Belgische speler van de 20e eeuw.
De stemming werd gehouden onder de lezers van Het Laatste Nieuws en Le Soir. Ook de vakjury van de Gouden Schoen bracht een stem uit.

## Uitslag
| Nr. | Punten | Naam               | Club(s) |
| --- | ------ | ------------------ | --- |
| 1.  | 1403   | Paul Van Himst     | 1959-1975 RSC Anderlecht 1975-1976 RWDM 1976-1977 Eendracht Aalst                                                                        |
| 2.  | 1130   | Jan Ceulemans      | 1974-1978 Lierse SK 1978-1991 Club Brugge                                                                                                |
| 3.  | 896    | Wilfried Van Moer  | 1964-1965 KSK Beveren 1965-1968 Antwerp FC 1968-1976 Standard Luik 1976-1980 Beringen FC 1980-1982 KSK Beveren 1982-1984 Sint-Truiden VV |
| 4.  | 676    | Rik Coppens        | 1946-1961 Beerschot VAC 1961-1962 Olympic Charleroi 1962-1967 RCC Molenbeek 1967-1969 Berchem Sport 1969-1970 Tubantia Borgerhout        |
| 5.  | 460    | Michel Preud'homme | 1977-1986 Standard Luik 1986-1994 KV Mechelen 1994-1999 SL Benfica                                                                       |
| 6.  | 404    | Jean-Marie Pfaff   | 1973-1982 KSK Beveren 1982-1988 Bayern München 1988-1989 Lierse SK 1989-1990 Trabzonspor                                                 |
| 7.  | 324    | Raymond Braine     | 1922-1930 Beerschot VAC 1930-1936 Sparta Praag 1936-1943 Beerschot VAC 1943-1944 RCS La Forestoise                                       |
| 8.  | 322    | Eric Gerets        | 1971-1983 Standard Luik 1983-1984 AC Milan 1984-1985 MVV 1985-1992 PSV                                                                   |
| 9.  | 298    | Jef Mermans        | 1938-1941 Tubantia Borgerhout 1941-1957 RSC Anderlecht 1957-1960 Olse Merksem                                                            |
| 10. | 228    | Ludo Coeck         | 1971-1972 Berchem Sport 1972-1983 RSC Anderlecht 1983-1984 Internazionale 1984-1985 Ascoli Calcio                                        |

- De spelers in het blauw wonnen in het verleden ook de Gouden Schoen.